# Crângurile, Prahova
Crângurile (în trecut, Mărăcini) este un sat în comuna Baba Ana din județul Prahova, Muntenia, România. Se află în partea de sud a județului, în câmpia piemontană a Istriței. În momentul acual satul Crângurile nu mai există, dar în locul în care se afla odată satul au rămas doar ruine.